# Karl von Trier
Karl Bessart von Trier (Treviri, 1265 – Treviri, 11 febbraio 1324) fu il sedicesimo Gran maestro dell'Ordine teutonico dal 1311 al 1324.

## Biografia
Karl proveniva da una famiglia patrizia di Treviri ed ebbe un'educazione raffinata.
Figlio maggiore di Jakob von Oeren, aderì all'Ordine Teutonico nel 1288 assieme ai fratelli Jakob e Ortolf. Durante gli anni Novanta del XIII secolo ricoprì l'incarico di Komtur di numerosi Cavalierati Balì di Francia e Germania (come ad esempio quelli relativi alle province di Champagne, Lorena e Borgogna). Nel 1304 ottenne l'incarico di Großkomtur e le sue capacità vennero premiate con l'incarico di rappresentare il Gran Maestro Siegfried von Feuchtwangen a Venezia.
Karl venne nominato Gran Maestro dal capitolo dell'Ordine riunito al castello di Marienburg a metà del giugno del 1311. Egli aveva intenzione di riformare l'ordine, ma i suoi provvedimenti incontrarono molte resistenze. Tentò di introdurre l'incarico di "conduttore", la cui funzione sarebbe consistita nella supervisione del commercio per conto dell'Ordine. Vi erano infatti dispute tra i capi dell'Ordine, guidati dal Komtur Otto von Luterberg e dal Gran Maestro degli Ospitalieri Friedrich von Wildenberg che presiedette l'assemblea che costrinse Karl a dimettersi dall'Ordine nel 1317 e ad abbandonare la Prussia.
La scissione nell'Ordine venne scongiurata dal papa Giovanni XXII, che condannò i dissidenti delle Komtur di Prussia, ordinando loro di convocare immediatamente un nuovo Capitolo. Il 12 marzo 1318, a Erfurt, Karl accettò nuovamente l'incarico di Gran Maestro, anche se non volle mai fare ritorno in Prussia. Egli trascorse i suoi ultimi anni a Treviri, dove morì nel 1324 e venne sepolto nella chiesa di Santa Caterina.